# Yves Rossier
Pour les articles homonymes, voir Rossier.
Yves Rossier, né le 14 novembre 1960 à Delémont (originaire de La Brillaz), est un haut fonctionnaire et diplomate suisse, ambassadeur de Suisse à Moscou de 2017 à 2020. Il est membre du Parti libéral-radical.

## Biographie

### Enfance et formation
Yves Rossier naît le 14 novembre 1960 à Delémont, dans le canton du Jura. Il est originaire de La Brillaz, dans le canton de Fribourg. Il a un frère cadet, le metteur en scène et comédien Nicolas Rossier. 
Fils d'un employé à la Société de banque suisse (René-Louis) et d'une secrétaire (Simone), il grandit à Bâle, puis à Fribourg, dans le quartier de Schoenberg.
Il obtient une licence en droit de l'Université de Fribourg. Il étudie ensuite le droit européen au Collège d'Europe à Bruges, puis décroche un master en droit de l'Université McGill à Montréal.

### Carrière professionnelle et diplomatique
Yves Rossier commence sa carrière professionnelle avec un poste de conseiller juridique au Bureau de l'intégration du Département fédéral des affaires étrangères en 1990. Après avoir passé le concours diplomatique en 1993, il fait un stage à la division politique II (Afrique/Moyen Orient). Il devient ensuite conseiller scientifique des conseillers fédéraux Jean-Pascal Delamuraz (de 1994 à 1998) et Pascal Couchepin (de 1998 à 1999).
De 2000 à 2003, il met en place et dirige le secrétariat de la Commission fédérale des maisons de jeu. En septembre 2003, il est nommé directeur de l'Office fédéral des assurances sociales au 1er février 2004. Il suit le conseiller fédéral Didier Burkhalter lorsque celui-ci prend la tête du Département fédéral des affaires étrangères (DFAE).
En janvier 2012, le Conseil fédéral nomme Yves Rossier secrétaire d'État de la Direction politique du DFAE au 1er mai 2012, son prédécesseur, Peter Maurer, étant devenu président du CICR. Il y est notamment chargé des négociations avec l'Union européenne jusqu'à la nomination de Jacques de Watteville (de) en août 2015, nomination que la presse qualifie de camouflet pour Yves Rossier. Celui-ci quitte ses fonctions en août 2016. Son successeur est Pascale Baeriswyl.
En octobre 2016, il est nommé ambassadeur de Suisse en Russie, alors que l'ancienne ambassadrice au Kosovo Krystyna Marty Lang avait déjà été nommée et annoncée à ce poste. Il prend ses fonctions en février 2017, après le départ à la retraite de son prédécesseur Pierre Helg en novembre 2016, et les exerce jusqu'à la fin 2020. Son successeur est Krystyna Marty Lang.
En février 2021, après s'être vu refuser un poste à Londres et proposer un transfert à Riga, il quitte le DFAE « de son propre chef ».

### Vie privée
Yves Rossier est marié à une avocate. Ils ont cinq enfants.